# Adolfus jacksoni
Espèce
Synonymes
- Lacerta jacksoni Boulenger, 1899
- Lacerta jacksoni kibonotensis Lönnberg, 1907

Adolfus jacksoni est une espèce de sauriens de la famille des Lacertidae.

## Répartition
Cette espèce se rencontre en Tanzanie, au Kenya, en Ouganda, au Rwanda, au Burundi et dans l'Est du Congo-Kinshasa.

## Étymologie
Cette espèce est nommée en l'honneur de Frederick John Jackson (1859-1929).

## Publication originale
- Boulenger, 1899 : Description of two new lizards from the interior of British East Africa. Proceedings of the Zoological Society of London, vol. 1899, p. 96-98 (texte intégral).